# Гојко Друловић
Гојко Друловић (Нова Варош, 1912 — Пријепоље, новембар 1943), учесник Народноослободилачке борбе и народни херој Југославије.

## Биографија
Рођен је 1912. године у Новој Вароши. Завршио је Филозофски факултет у Београду и радио као професор у Македонији.
Члан Комунистичке партије Југославије је од пре рата.
Учесник Народноослободилачке борбе је од 1941. године. Био је заменик политичког комесара Треће санџачке пролетерске ударне бригаде.
Погинуо је новембра 1943. године, приликом одбране ослобођеног Пријепоља, од четничких и недићевских снага.
За народног хероја проглашен је 21. децембра 1951. године. Основна школа у Радоињи, код Нове Вароши носи његово име.
- ОШ „Гојко Друловић” у селу Радоиња